# Bruno Ganz
Bruno Ganz (phát âm tiếng Đức: [ˈbruːno ˈɡant͡s] ⓘ; sinh ngày 22 tháng 3 năm 1941 – 16 tháng 2 năm 2019) là một diễn viên người Thuỵ Sĩ, được biết qua vai diễn Damiel trong Wings of Desire, Adolf Hitler trong Downfall, và Giáo sư Rohl trong The Reader.

## Cuộc sống ban đầu
Bruno Ganz sinh ở Zürich, có cha là một thơ cơ khí Thuỵ Sĩ và mẹ là một người Ý đến từ miền Bắc. Ông đã quyết định theo đuổi sự nghiệp diễn xuất trong thời gian học đại học. Ông diễn nhiều trong sân khấu và truyền hình nhưng lại thành công lớn hơn ở điện ảnh.

## Cuộc sống cá nhân
Bruno Ganz ly thân người vợ Sabine, cưới nhau vào năm 1965, và họ có chung một người con trai Daniel (sinh năm 1972). Ông không sống ở quê nhà Zürich mà ở Venice và Berlin.

## Giải thưởng đạt được
- 1973 "Actor of the Year" in German magazine Theater heute (Theatre Today)
- 1976 German Film Awards in gold for dramatic performances in The Marquise of O
- 1979 Deutscher Darstellerpreis (Chaplin-Shoe)
- 1991 Hans-Reinhart-Ring, given by the Swiss Society for Theatre Culture
- 1996 Iffland-Ring
- 1998: Officier of the Ordre des Arts et des Lettres (France)
- 1999: Grimme-Preis for Towards the End of the Night
- 1999: Bremer Filmpreis
- 2000 Swiss Film Prize
- 2000: Chevalier of the Ordre des Arts et des Lettres (France)
- 2000 David di Donatello Award for Bread and Tulips
- 2001 Berliner Filmpreis (Berlin Film Awards)
- 2001: Swiss Film Prize
- 2004: Bambi for Downfall
- 2004: SwissAward Division culture
- 2004: European Film Award
- 2004: Bavarian Film Awards, Best Actor[6]
- 2005: Goldener Gong for Downfall
- 2005: Jupiter Prize for Downfall
- 2005: Austrian Decoration for Science and Art[7]
- 2006: Kunstpreis der Stadt Zürich
- 2006 Order of Merit of the Federal Republic of Germany (Verdienstorden der Bundesrepublik Deutschland)
- 2006: Order of merit
- 2006: Golden Ox - prize at the FilmArtFestival Mecklenburg-Pomerania
- 2007: Knight of the Légion d'honneur (France)
- 2008: 22nd International FilmFest Braunschweig - European Theatre Prize "Europa"
- 2010: Star on the Boulevard of the Stars in Berlin
- 2010: European Film Academy Lifetime Achievement Award
- 2011: Pardo alla Carriera at Locarno International Film Festival

## Phim đã tham gia
- Der Herr mit der schwarzen Melone (The Man in the Black Derby), 1960
- Chikita, 1961
- Sommergäste (Summer Guests), 1976
- Lumière, 1976
- Die Marquise von O... (The Marquise of O...), 1976
- Die Wildente (Wild Duck), 1976
- Der Amerikanische Freund (The American Friend), 1977
- Die linkshändige Frau (The Left-Handed Woman), 1977
- The Boys from Brazil, 1978
- Messer im Kopf (Knife in the Head), 1978
- Schwarz und weiss wie Tage und Nächte, 1978
- Nosferatu: Phantom der Nacht (Nosferatu the Vampyre), 1979
- Retour à la bien-aimée (Return to the Beloved), 1979
- 5% de risques, 1980
- Der Erfinder (The Inventor), 1980
- La Dame aux camélias (The Lady of the Camellias), 1980
- La provinciale (1981)
- Hands Up!, 1981
- Die Fälschung (Circle of Deceit), 1981
- Krieg und Frieden (War and Peace), 1982
- Dans la ville blanche (In the White City, directed by Alain Tanner), 1983
- Private Resistance (1985)
- Der Himmel über Berlin (Wings of Desire), 1987
- Bankomatt (1989)
- Strapless, 1989
- Erfolg (Success), 1991
- La Domenica specialmente (Especially on Sunday), 1991
- The Last Days of Chez Nous, 1992
- Brandnacht (Night on Fire), 1992
- Prague, 1992
- In weiter Ferne, so nah! (Faraway, So Close!), 1993
- L'Absence (The Absence), 1994
- Saint-Ex, 1997
- Mia aioniotita kai mia mera (Eternity and a Day) 1998
- Pane e Tulipani (Bread and Tulips), 2000
- Johann Wolfgang von Goethe: Faust, 2001 TV
- Epsteins Nacht (Epstein's Night), 2002
- Behind Me - Bruno Ganz, 2002
- Luther, 2003
- The Manchurian Candidate, 2004
- Downfall (Downfall), 2004
- Have No Fear: The Life of Pope John Paul II (2005)
- Baruto no Gakuen (バルトの楽園; Ode an die Freude), 2006
- Vitus, 2007
- Youth Without Youth, 2007
- The Reader, 2008
- Der Baader Meinhof Komplex (The Baader Meinhof Complex), 2008
- The Dust of Time (Η Σκόνη του Χρόνου), 2008
- Satte Farben vor Schwarz (Colours in the Dark), 2010
- Das Ende ist mein Anfang (The End Is My Beginning), 2010
- Unknown, 2011
- Night Train to Lisbon (2013)
- Michael Kohlhaas (2013)